# Emilia coccinea
Emilia coccinea là một loài thực vật có hoa trong họ Cúc. Loài này được (Sims) G.Don mô tả khoa học đầu tiên năm 1839.